# Meju
El meju, también conocido como maljang (hangul 말장), es un bloque de soja fermentada seca en la cocina coreana. Aunque no se consume solo, sirve como base de varios condimentos coreanos, tales como el doenjang, la salsa de soja o el gochujang. El meju se elabora hirviendo soja, y machacándola después en un mortero. Con frecuencia también se mezclan otras semillas. El proceso específico seguido para elaborar el meju cambia ligeramente según la comida para cuya elaboración se usará.